# البانداذ

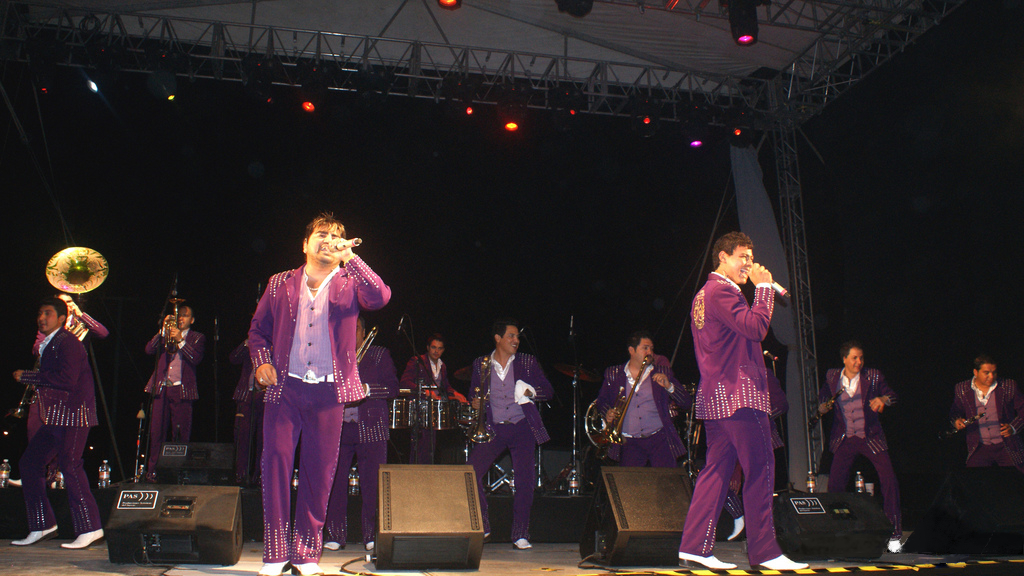
فرقة بانداذ أثناء تأديتها لعرض موسيقي

البانداذ أو الفرق الهوائية المكسيكية (بالإسبانية: Bandas de viento de México)‏ هي فرق موسيقية هوائية وإيقاعية.
تشمل موسيقي البانداذ  أنواع  رانشيرا، كوريدوس، كومبياس، بوليروس ثم بالاداس.
يعود تاريخها إلى منتصف القرن 19م مع وصول الآلات المكبسية المعدنية وكذلك التأثر بالفرق العسكرية، وقد تشكلت أولى الفرق في جنوب ومنتصف المكسيك. وتعددت الأنواع باختلاف الأقاليم والتقاليد.